# Amir Karakoulov
Amir Karakoulov (en cyrillique Амир Булатович Каракулов), est un cinéaste kazakh, né le 11 septembre 1965 à Alma-Ata, alors en Union soviétique.
Il fait partie des réalisateurs de la Nouvelle Vague du cinéma kazakh.

## Filmographie
- 1991 : L'Intruse (Разлучница, Razloutchnitsa)
- 1994 : Le Carillonneur de la Colombe (Голубиный Звонарь, Goloubinyy Zvonar)
- 1996 : Dernières Vacances (Последние каникулы, Poslednie kanikouly)
- 2003 : Ne pleure pas (Джылама, Djylama)
- 2012 : Unreal Love (Виртуальная любовь, Virtoualnaya lioubov')